# Правові цінності
Правові́ ці́нності — це різноманітні матеріальні та нематеріальні блага, які забезпечуються правом.
У найбільш загальному вигляді під правовими цінностями розуміються властивості (ознаки) права, істотно значущі для людей.
Правовими є цінності, значущі з точки зору правових відносин. У рамках життєдіяльності суспільства вони виступають загальнообов'язковими ціннісними орієнтирами і покладені в основу юридично оформленої системи права.
С. В. Михайлов називає правовими цінностями «узагальнені правові цілі та правові засоби їх досягнення, що виконують роль правових норм».
Він пропонує виділяти блоки правових цінностей:
- «абстрактні цінності» — свободу, справедливість, рівність, демократію, правопорядок;
- «основні (вищі) цінності», під якими розуміється людина і ті цінності, які з нею нерозривно пов'язані (життя, здоров'я, честь, гідність);
- «спеціальні цінності», які, охоплюють безпеку, приватну власність, свободу віросповідання тощо[4].

Свободу називають найвищою, основною правовою цінністю.
Поняття «правові цінності» та «цінності у праві» мають свої смислові відтінки. Від них слід відрізняти цінність права — його спроможність служити метою і засобом задоволення загальнолюдських потреб та інтересів.
Ці питання вивчаються розділом філософії права під назвою правова аксіологія (від дав.-гр. ἀξία — цінність).